# Lista över utmärkelser som mottagits av Margaret Thatcher

Thatchers fana som baronessa

Storbritanniens tidigare premiärminister Margaret Thatcher (1925–2013) tog emot flera utmärkelser under sitt liv.

## Adlande
År 1970 nämndes Thatcher till drottningens Kronrådet.
Då Thatcher lämnade sin post i brittiska underhuset, nominerades henne till övrehuset för livet. I detta sammanhang adlades Thatcher med titeln "Kestevens baronessa Thatcher (engelska: Baroness Thatcher of Kesteven)". Efter adlandet fick Thatcher designa ett personligt vapen. Trots detta använde hon då och då Storbritanniens vapen som var i strid mot konventioner. I sitt eget vapen har Thatcher två mänskliga sköldhållare: Isaac Newton (som är också från Lincolnshire såsom Thatcher) och en kungliga flottas amiral (ingen angiven).

## Riddarordnar och medaljer

### Brittiska
- riddare av Strumpebandsorden (1995)[7]
- rättsledamot av Brittiska Johanniterorden (1991)[8]
- riddare av Förtjänstorden (1990)[9]

### Utländska
- storkors av Vytautasorden (Litauen, 2008)[10]
- storkors av Kungliga Frans I:s orden (Huset Bourbon, 2003)[11]
- 1 klassen av Vänskapens orden (Kazakstan, 2001)[12]
- 1 klassen av Vita lejonets orden (Tjeckien, 1999)[13]
- Ronald Reagans Frihetspris (USA, 1998)[14]
- riddare av Dmitar Zvonimirs orden (Kroatien, 1998)[15]
- storkors av Dyrbara Kronans orden (Japan, 1995)[16]
- storkors av Godahoppsuddens orden (Sydafrika, 1991)[17]
- Presidentens frihetsmedalj (USA, 1991)[18]

## Akademiska utmärkelser
| Land/ region     | Högskola                      | År   | Disciplin             | Källa  |
| ---------------- | ----------------------------- | ---- | --------------------- | ------ |
| Washington, D.C. | Georgetown University         | 1981 | juridik               | [ 19 ] |
| England          | Buckinghams universitet       | 1986 | juridik               | [ 20 ] |
| Israel           | Weizmann Institute of Science | 1992 | –                     | [ 21 ] |
| Utah             | Brigham Young University      | 1996 | förvaltningsvetenskap | [ 22 ] |
| Virginia         | College of William & Mary     | 2000 | juridik               | [ 23 ] |
| Kalifornien      | Pepperdine University         | 2008 | –                     | [ 24 ] |

## Filmer och televisionsserier
Thatcher har avbildats flera gånger i olika filmer och televisionsserier som bl.a. BBC har visat efter Thatchers tid som premiärminister. Filmen Järnladyn som premierade år 2011, och Thatcher spelas av Meryl Streep som fick Oscarpriset för sin roll.

## Platser nämnda efter Thatcher
Margaret Thatchers dag firas på Falklandsöarna årligen den 10 januari. Den är en allmän fridag i regionen och firas för att minnas Thatchers liv och roll under Falklandskriget. År 2015 avslöjades det en byst av Thatcher i Port Stanley. Staden har också en gata som har nämnts efter henne. På Sydgeorgien och Sydsandwichöarna finns det en halvö som har nämnts efter Thatcher.
Thatchers tänkande, som sammanfogar konservatism och radikalism, kallas för thatcherism.
I Londons Chelsea finns det en nattklubb som heter Maggie's Club. Den är nämnt efter Thatcher, har bilder på henne på väggarna och spelar hennes tal i toaletterna.
År 1986 skapades det en ny hybridart av orkidéer, Dendrobium Margaret Thatcher, i Singapore genom att korsa Dendrobium Concham och Dendrobium lasianthera.

## Övriga
De följande städerna har beviljat Thatcher stadens nyckel:
- Barnet (1980)[35]
- London (1989)[36]
- City of Westminster (1990)[37]
- Zagreb (1990)[38]